# پل آلامیو

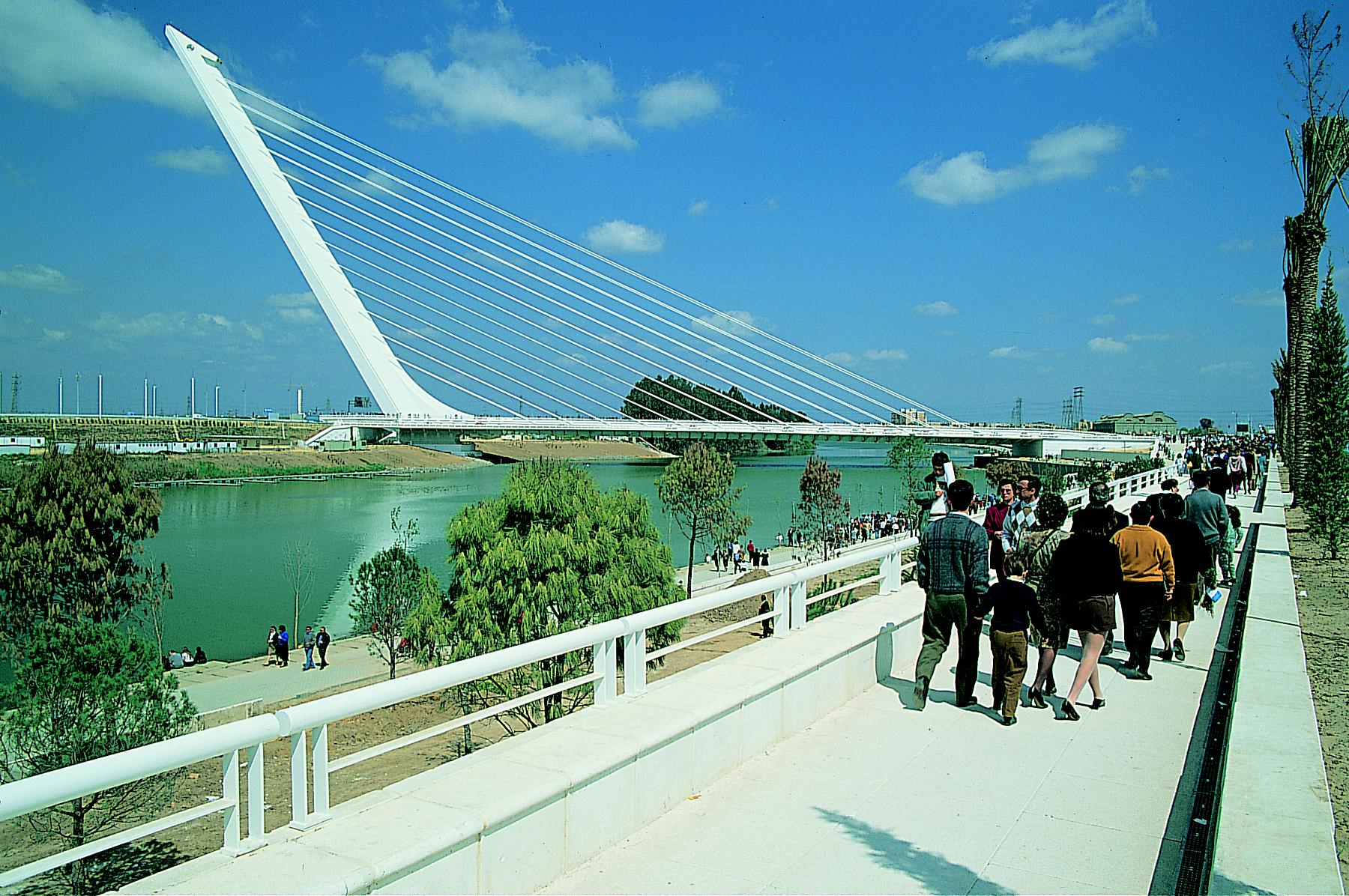
پل آلامیو در روز

پل آلامیو یا پوئنته دل آلامیو (به اسپانیایی: Puente del Alamillo) نام پلی مدرن در اسپانیاست که در شهر سبیا، مرکز ایالت خودمختار اندلس بر روی کانال آلفونسوی سیزدهم ساخته شده و دسترسی به جزیرهٔ لا کارتوخا مابین کانال و رودخانهٔ گوادالکیبیر را ممکن ساخته است.
این پل به مناسبت اکسپو ۹۲ که در محوطهٔ وسیعی در داخل جزیرهٔ لا کارتوخا برگزار می‌گردید ساخته شد. طراح آن سانتیاگو کالاتراوا بود و کار ساخت پل آلامیو در سال ۱۹۸۹ آغاز و در ۱۹۹۲ به پایان رسید. درازای پل ۲۰۰ متر و عرض آن ۳۵٬۵ متر است و تنها توسط ستونی به طول ۱۴۲ متر با زاویهٔ 58 درجه که ۱۳ رشته کابل به آن متصل است در حالت موازنه قرار گرفته است. رنگ پل سفید براق است که مشخصهٔ کارهای کالاتراوا به شمار می‌آید.
پیش از ساخت پل آلامیو نخست قرار بود دو پل متقارن در دو سوی جزیره ساخته شود اما در نهایت طرح پوئنته دل آلامیو بیشتر جلب نظر کرد و ساخته شد.
سان‌دایل بریج در ایالت کالیفرنیا و کورد بریج در اورشلیمِ اسرائیل که هر دو از کارهای کالاتراوا می‌باشند در طراحی به پل آلامیو شباهت دارند.